# Andrew Jackson Downing

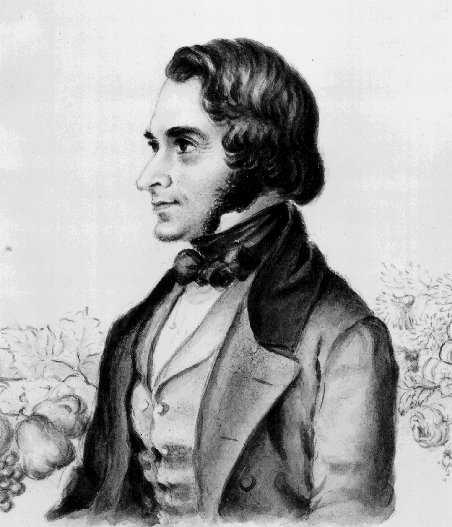
Porträt von Andrew Jackson Downing

Andrew Jackson Downing (* 30. Oktober 1815 in Newburgh, Orange County, New York; † 28. Juli 1852 auf dem Hudson River) war ein US-amerikanischer Landschaftsgestalter und Schriftsteller, ein prominenter Vertreter des Neugotischen Stils und Herausgeber der Zeitschrift The Horticulturist (1846–1852).

## Biografie
Downing wurde 1815 in Newburgh, New York, Vereinigte Staaten, als Sohn des Landschaftsgärtners und Stellmachers Samuel Downing und der Becky Crandall geboren. Nach dem Ende seiner Schulzeit mit 16 Jahren arbeitete er in der Gärtnerei seines Vaters in Newburgh und gewann allmählich Interesse an Landschaftsgärtnerei und -architektur. Nach dem Tod des Vaters im Jahr 1822 übernahm Andrews älterer Bruder zunächst die Baumschule; Andrew trat 1835 als Partner in das Unternehmen ein, das ab da unter dem Namen C & A.J. Downing firmierte. Die Brüder leiteten die Baumschule gemeinsam, bis Charles seinen Anteil im Jahr 1839 verkaufte und eine eigene Baumschule eröffnete.
Andrew Jackson Downing begann, sich selbst intensiv in den Gebieten Botanik und Landschaftsgärtnerei weiterzubilden. Seine Schriftstellerkarriere begann in den 1830er Jahren mit Artikeln für verschiedene Zeitungen und Gartenbau-Zeitschriften. Im Jahr 1841 wurde sein erstes Buch, A Treatise on the Theory and Practice of Landscape Gardening, Adapted to North America (Abhandlung über die Theorie und Praxis der Gartengestaltung, angepasst an Nordamerika) mit großem Erfolg veröffentlicht; es war das erste Buch dieser Art, das in den Vereinigten Staaten veröffentlicht wurde.

### 1842
1842 arbeitete Downing mit Alexander Jackson Davis an dem Buch Cottage Residences, einem hoch angesehenen Werk über Häuser, bei denen die romantische Architektur mit der ländlichen englischen Bauweise (Picturesque) kombiniert wurde, in großen Teilen an die Schriften von John Claudius Loudon angelehnt. Das Buch wurde viel gelesen und zu Rat gezogen. Es war wichtig für die Verbreitung der sogenannten „Zimmerergotik“ und des Hudson River Bracketed-Architekturstils unter den victorianischen Bauherren, sowohl den gewerblichen als auch den privaten.
Mit seinem Bruder Charles schrieb er das Buch Fruits and Fruit Trees of America (1845), das lange Zeit ein Standardwerk war. Diesem folgte The Architecture of Country Houses (1850), ein weiteres einflussreiches Buch.

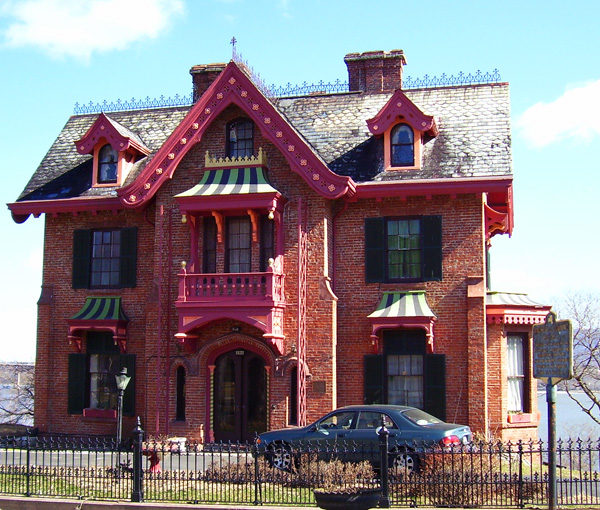
Obwohl das villenartige Warren House in Newburgh von Calvert Vaux entworfen wurde, wird es häufig mit Downing in Verbindung gebracht, da es viele seiner Design-Ideen der Cottage Residences zeigt.

### Mitte der 1840er Jahre
Mitte der 1840er Jahre war Downing eine Berühmtheit seiner Zeit. Dies ermöglichte ihm die Freundschaft mit Luther Tucker. Der Verleger und Buchdrucker aus Albany, New York, stellte Downing zur Herausgabe eines neuen Journals ein. The Horticulturist und Journal of Rural Art and Rural Taste wurden erstmals unter Chefredakteur Downing im Sommer 1846 veröffentlicht. Er blieb bis zu seinem frühen Tod im Jahr 1852 Chefredakteur. Die Zeitschrift bot ihm den größten Einfluss auf die Gesellschaft und beschäftigte sich mit den Bereichen Gartenbau, Obstbaukunde, Botanik, Insektenkunde, ländliche Architektur, Landschaftsgärtnerei und, inoffiziell, öffentliche Wohlfahrt. In dieser Publikation setzte sich Downing erstmals für einen Park in New York ein, woraus die Idee des Central Park entstand. Ebenfalls setzte er sich in der Zeitschrift für staatliche Landwirtschaftsschulen ein, die auch eingeführt wurden. Außerdem arbeitete er in dieser Zeitschrift tatkräftig daran, den Geschmack seiner Leser in den Bereichen Architektur und Landschaftsgestaltung, aber auch ihre Sicht auf moralische Fragen weiterzuentwickeln. Downing wurde 1845 zum Ehrenmitglied (Honorary NA) der National Academy of Design gewählt.

### 1850
Als Downing 1850 durch Europa reiste, wurde er auf eine Ausstellung des Engländers Calvert Vaux aufmerksam, die Aquarelle europäischer Landschaften zeigte. Er ermutigte Vaux zur Auswanderung in die Vereinigten Staaten und gründete ein erfolgreiches Architekturbüro in Newburgh. Frederick Clarke Withers (1828–1901) stieg im zweiten Jahr in die Firma ein. Downing and Vaux arbeiteten zwei Jahre zusammen, und während dieser Zeit machte er Vaux zum Partner. Gemeinsam bearbeiteten sie viele bedeutende Projekte, etwa das Gelände des Weißen Hauses und die Smithsonian Institution in Washington, D.C. Seine Arbeit am Smithsonian inspirierte Vaux, einen Artikel in The Horticulturist zu schreiben, in dem er darlegte, dass es seiner Ansicht nach für die Regierung an der Zeit wäre, die Künste anzuerkennen und zu fördern.

### Sein Tod
Kurze Zeit später, im Jahr 1852, starb Downing beim Untergang des Dampfschiffs Henry Clay, während er mit seiner Frau und deren Familie auf dem Hudson River reiste. Eine Kesselexplosion setzte das Holzschiff in Brand und Downing verbrannte. Es blieb nur Asche übrig und seine Sachen wurden Tage später gefunden. Seine Überreste wurden auf dem Cedar-Hill-Friedhof in seiner Geburtsstadt Newburgh beigesetzt. Withers und Vaux übernahmen Downings Architekturbüro.

## Vermächtnis
Downing beeinflusste nicht nur Vaux, sondern auch den Landschaftsarchitekten Frederick Law Olmsted; die beiden Männer lernten sich in Downings Haus kennen. Im Jahr 1858 wurde ihr gemeinsamer Entwurf "The Greensward Plan" in einem Gestaltungswettbewerb für den neuen Central Park in New York City ausgewählt. Am Hauptgebäude des Smithsonians erinnert ein Denkmal an die Verdienste von Downing, und der Botaniker John Torrey benannte die Gattung Downingia, ein Glockenblumengewächs, nach ihm.
Im Jahr 1889 beauftragte die Stadt Newburgh Withers und Vaux mit der Gestaltung eines Parkes. Sie nahmen den Auftrag unter der Voraussetzung an, dass der Parkt nach ihrem früheren Mentor den Namen Downing Park erhalten sollte. Der Park wurde 1897 eröffnet; er war ihre letzte Zusammenarbeit.
Das einzige noch existierende Bauwerk von Downing ist das Gebäude auf dem Anwesen Springside von Matthew Vassar in Poughkeepsie, New York. Das Landhaus und der Garten des Anwesens sind ein National Historic Landmark.

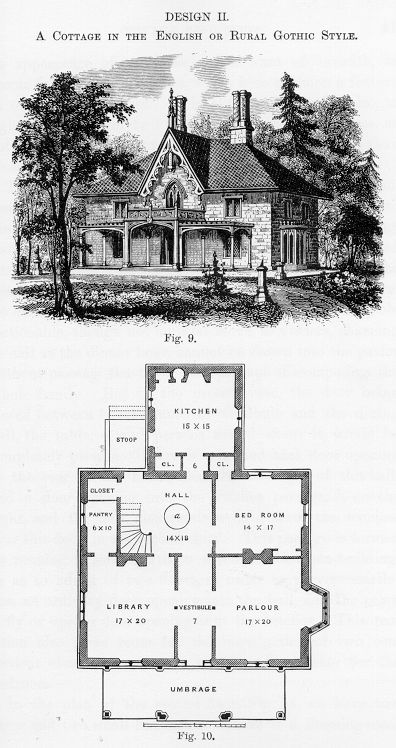
Design II, englischer oder ländlicher Gotik-Stil, Cottage Residences, 1842.
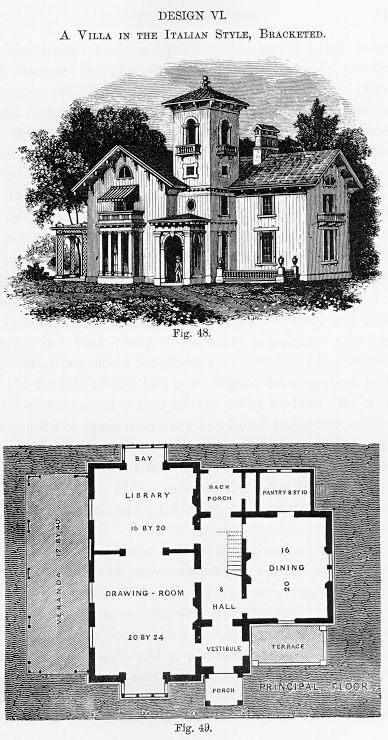
Design VI, italienischer Stil, Cottage Residences, 1842.
Holzstich des Wohnhauses von Andrew J. Downing in Newburgh am Hudson
Plan des Wohnhauses und Gartengeländes mit Obstgarten und Weinberg

## Ausgesuchte Arbeiten
- A Treatise on the Theory and Practice of Landscape Gardening, Adapted to North America, 1841. 6th edition 1859 – post mortem - by Henry Winthrop Sargent
- Landscape Gardening. 10th Edition. Edited by Frank A. Waugh. Publisher: J. Wiley & Sons 1921
- Cottage Residences: or, A Series of Designs for Rural Cottages and Adapted to North America, 1842; By Calvert Vaux, Architect. Late Downing & Vaux, Newburg on Hudson. Publisher: Harper & Brothers,  New York  1857 reprinted as Andrew Jackson Downing, Victorian Cottage Residences, Dover Publications, 1981.
- Selected fruits: from Downing's Fruits and fruit-trees of America. With some new varieties: including their culture, propagation and management in the garden and orchard. Edited by Charles Downing. J. Wiley & Son, New York, 1871
- The Architecture of Country Houses: Including Designs for Cottages, and Farm-Houses and Villas, With Remarks on Interiors, Furniture, and the best Modes of Warming and Ventilating, D. Appleton & Company, 1850; reprinted as Andrew Jackson Downing, The Architecture of Country Houses, Dover Publications, 1969.
- Rural essays. Edited with a memoir of the author by George William Curtiss and a letter to his friends by Fredrika Bremer. Publisher: George P. Putmann and Company, New York, 1853